# 煤色新雀鯛
煤色新雀鯛（學名：Neopomacentrus fuliginosus），是輻鰭魚綱鱸形目雀鯛科新雀鯛屬的其中一種，分布於西印度洋肯亞至莫三比克海域，深度1至10公尺，本魚體呈橢圓形且側扁，吻短且圓鈍，具頷齒，體被櫛鱗，尾鰭深叉形，上下葉延伸呈絲狀，體色藍灰色，吻部及身體具有許多亮藍色小點，胸鰭基部有一黑斑，尾鰭黃色，背鰭硬棘13枚、背鰭軟條11枚、臀鰭硬棘2枚、臀鰭軟條12枚，體長可達11公分，棲息在沿岸的岩石、海草床，以浮游生物為食，繁殖期時成對出現，雄魚會守護卵直到孵化，生活習性不明。